# Kasatkia memorabilis
Kasatkia memorabilis är en fiskart som beskrevs av Soldatov och Pavlenko, 1916. Kasatkia memorabilis ingår i släktet Kasatkia och familjen taggryggade fiskar. Inga underarter finns listade i Catalogue of Life.